# Битва при мысе Лопес
Битва при мысе Лопес (англ. Battle of Cape Lopez) — морской бой времен Золотого века пиратства.

## Предыстория
Бартоломью Робертс, также известный как «Черный Барт», был одним из самых успешных пиратов Золотого века пиратства. Он захватил свыше 400 судов, начиная от маленьких рыбацких лодок до больших фрегатов. В апреле 1721 года на захваченном французском фрегате Робертс захватил и повесил своего давнего врага — губернатора французской колонии на о. Мартиника. В ответ французский и британский флоты объединили усилия и направили несколько военных кораблей для поимки Робертса. 

5 февраля британский линейный корабль «Ласточка» (HMS Swallow) под командованием капитана Шалонера Огла обнаружил три судна, занятых килеванием на отмели в бухте вблизи мыса Лопес. Это были корабли Робертса Royal Fortune, Ranger и Little Ranger. Чтобы не наскочить на мель «Ласточка» сделала резкий разворот, поэтому пираты приняли её за торговый корабль, пытающийся избежать нежелательной встречи. Ranger под командой Дж. Скайрма (James Skyrme), бросился вдогонку. Капитан «Ласточки» позволил пиратскому судну гнаться за ним в течение нескольких часов, пока они не оказались вне пределов видимости остальных пиратов. Затем Огл произвел разворот, поднял боевой флаг и открыл огонь. После короткого боя пиратский шлюп был захвачен, при этом девять или десять пиратов были убиты, около 20 ранены. Закончив с этим, Огл пошел обратно к мысу Лопес, куда и прибыл 10 февраля 1722 года.

## Бой

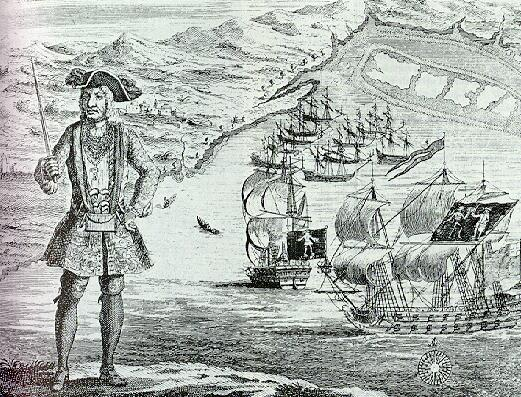
Бартоломью на фоне сражения с торговыми судами

По преданию, Робертс завтракал, когда один из членов его команды доложил, что «Скиталец» вернулся с добычей. Через несколько минут они поняли, что это судно не было их шлюпом, а королевским линейным кораблем. Его узнал один из пиратов — бывший британский моряк, дезертир с «Ласточки» Томас Армстронг. Получив известие, Робертс отправился на свой флагман «Королевская удача», оделся в лучшие одежды, как он делал перед всеми своими боями, и приступил к организации побега. Большей части экипажа с «Малого скитальца» было приказано присоединиться к команде «Королевской удачи», чтобы иметь как можно больше пиратов на борту в случае, если придется обороняться. Немногим оставшимся на борту «Малого скитальца» людям было приказано спасаться с торговым судном, которое формально было пиратским из-за своих нелегальных операций.
План Робертса предусматривал проход рядом с «Ласточкой», что давало надежду прорваться, получив от линкора лишь один бортовой залп. Однако из-за ошибки рулевого план не удался: «Ласточка» успела развернуться и дать второй залп. Этим залпом Робертс, находившийся на палубе, был убит: картечь поразила его в горло. Тело погибшего капитана было немедленно обернуто парусом и сброшено за борт; такова была воля самого Робертса, не желавшего попадать в руки закона даже после смерти. Останки Чёрного Барта никогда не были найдены.
Пираты были намерены отомстить за своего капитана. Они замедлили своё судно и повернулись, чтобы продолжить бой. По некоторым свидетельствам, сражение длилось около трех часов, прежде чем британские моряки уничтожили мачты пиратского корабля и пошли на абордаж. Команда пиратов была разбита.